# بول هيرسي
بول هيرسي (بالإنجليزية: Paul Hersey)‏ هو كاتب واقتصادي وشخصية أعمال أمريكي، ولد في 26 يناير 1931 في بروكلين في الولايات المتحدة، وتوفي في 18 ديسمبر 2012.